# Отрантские мученики

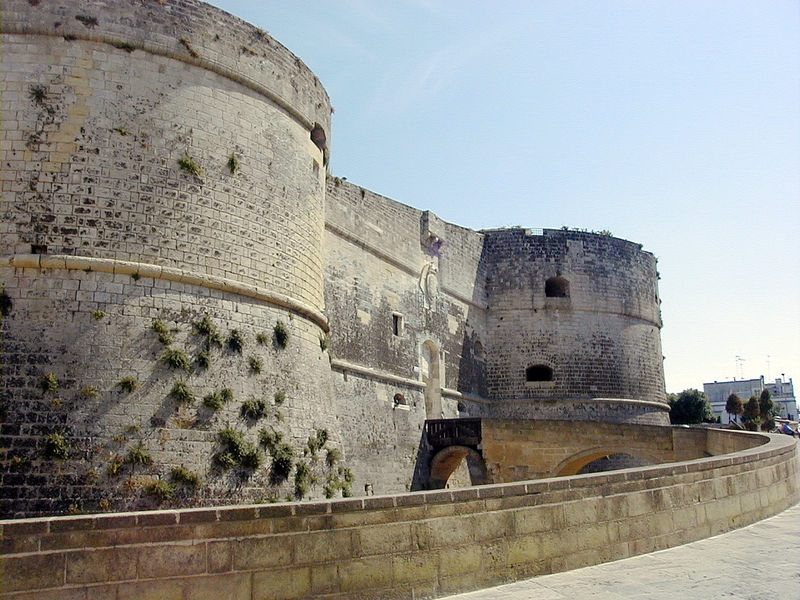
Крепость в Отранто

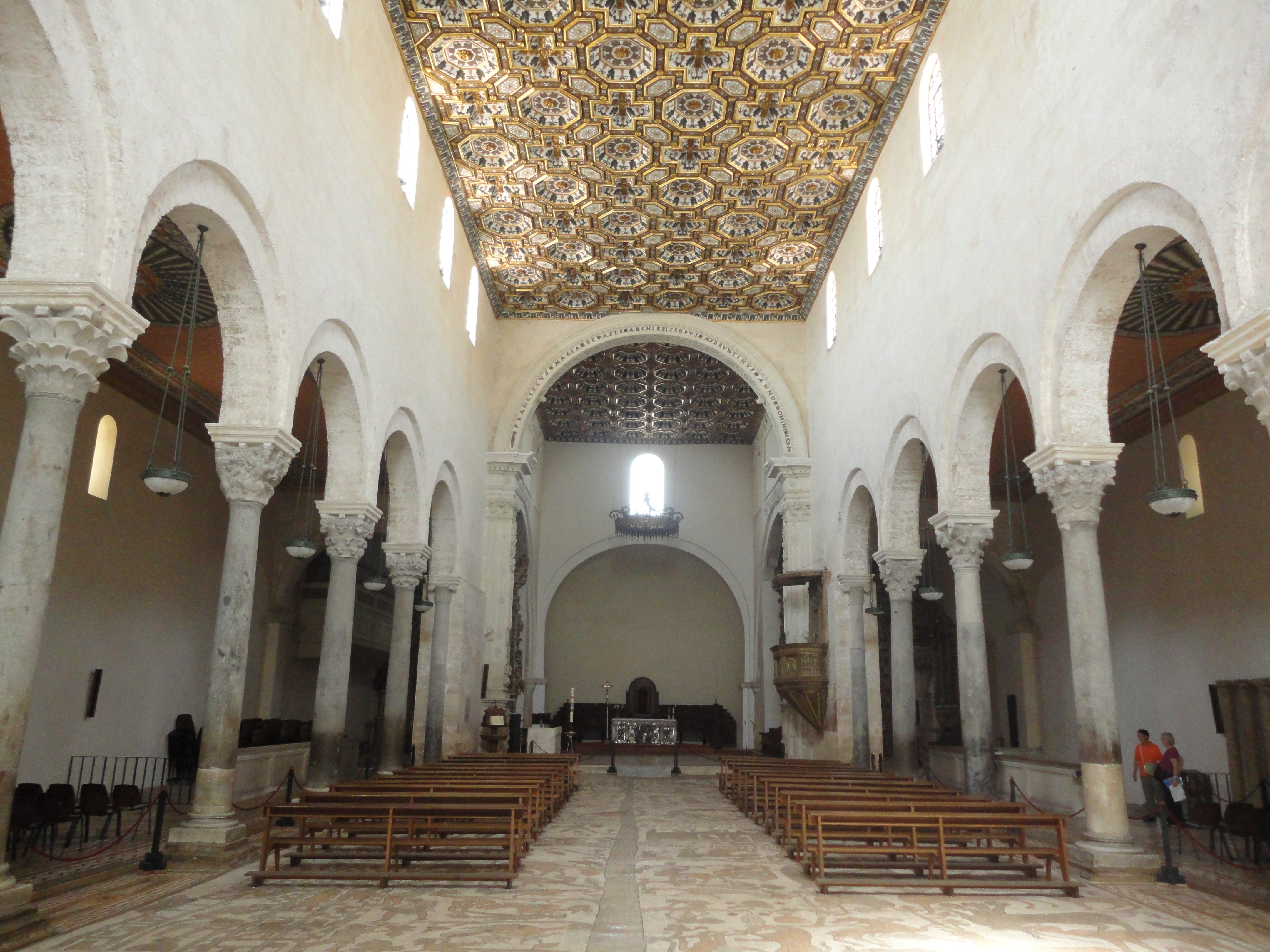
Интерьер собора Отранто, где был убит во время совершения богослужения архиепископ Стефано Пинденелли

Отрантские мученики или Антонио Примальдо и сподвижники (итал. Martiri di Otranto, I Santi Antonio Primaldo e compagni martiri) — 813 жителей города Отранто, в 1480 году принявших мученическую смерть за отказ принять ислам. Имена мучеников неизвестны, кроме одного пожилого портного Антонио Пеццула, который призвал заключённых не отрекаться от христианской веры. Были причислены к лику блаженных в 1771 году и канонизированы 12 мая 2013 года. Отрантские мученики, монахини Мария Лаура Монтойя-и-Упеги и Мария Гваделупе Гарсия Савала стали первыми святыми, которых канонизировал папа Франциск. Отрантские мученики стали самой большой группой святых когда-либо канонизированных римскими папами. Покровители города Отранто и архиепархии Отранто.

## История
28 июля 1480 года оттоманский флот в составе 90 галер, 40 галиотов и других судов (в общей сложности около 150 экипажей численностью около 18 тысяч человек) прибыл из Валлоны (сегодня — Влёра, Албания) и предпринял штурм Отранто. Город, который в то время насчитывал около 6 тысяч человек, был не в состоянии долго противостоять нападению. 29 июля город военный гарнизон Отранто и все жители покинули городские оборонительные сооружения и укрылись в городской крепости.
Гедик Ахмед-паша предложил горожанам сдаться. Когда капитаны военного гарнизона Франческо Цурло и Антонио де Фалькони ответили отказом, символически выбросив ключи города за стены крепости, оттоманская армия возобновила бомбардировку. После 15-дневной осады Гедик Ахмед-паша приказал 11 августа взять крепость штурмом. После того турки разрушили одну из стен и проникли в крепость, началась резня, во время которой мужчины старше 15 лет были убиты, а женщины и дети обращены в рабство. По некоторым данным в Отранто и его окрестностях было убито около 12 тысяч человек и отправлено в рабство около 5 тысяч человек.
Оставшиеся в живых укрылись в местном соборе вместе со священниками и архиепископом Стефано Пендинелли. Гедик Ахмед-паша предложил укрывшимся принять ислам, но получил категорический отказ, после чего турки ворвались в храм во время совершения литургии и убили всех находившихся в нём. Архиепископ Стефано Пендинелли был изрублен саблями, ему отрубили голову, которую после воткнули на пику и носили по городу. В этот же день были арестованы немногим более 800 мужчин старше 15 лет. За двадцать заключённых была внесена плата в размере трёхсот дукатов за каждого и они были освобождены. Три дня спустя, 14 августа, закованных и раздетых заключённых в количестве 813 человек группами по 50 человек отвели в окрестности населённого пункта Минерва, располагавшегося недалеко от Отранто. Арестованным было предложено для сохранения их жизни отречься от христианства и принять ислам. Пожилой портной Антонио Пеццула призвал заключённых быть верными своей вере, за что был обезглавлен первым. Позднее Антонио Пеццула за свой подвиг получил среди местных жителей прозвище «Примальдо» (Первый). Согласно местному преданию обезглавленное тело Антонио Пеццулы стояло до конца казни и палачи не смогли с ним ничего сделать. Один из турецких палачей по имени Бернабей был так потрясён стойкой верой заключённых, что исповедовал на месте казни веру во Христа, за что сразу же был убит своими товарищами-палачами.

## Прославление
Тела убитых были захоронены на месте казни и пролежали здесь до следующего года, когда они были перенесены в 1481 году в собор Отранто. В 1485 году мощи около 250 мучеников были перенесены в Неаполь и помещены в алтарь Пресвятой Девы Марии Розария церкви Санта-Катерина-а-Формьелло. В 1888 году архиепископ Отранто и апостольский администратор архиепархии Фоджа-Бовино подарил часть мощей отрантских мучеников санктуарию Пресвятой Девы Марии в Бовино, где они были помещены в алабастровой  урне работы итальянского скульптора Паскуале Гарофало в крипте новой базилики города Бовино.
Мученическая смерть жителей Отранто вызвала широкий отклик по всей Италии, реакцию Святого Престола и правителей итальянских княжеств. Итальянский драматург Людовико Ариосто написал драму «I Suppositi», посвящённую подвигу Отрантских мучеников.
С 1771 года мощи большинства мучеников находятся в семи стеклянных высоких шкафах в соборе Отранто, и их можно увидеть. В некоторых шкафах видны нетленные останки тел убитых.
Беатификационный процесс начался в 1539 году по инициативе архиепископа Отранто Пьетро Антонио де Капуа и закончился 14 декабря 1771 года, когда папа Климент XIV причислил отрантских мучеников в лику блаженных. 6 июля 2007 года папа Бенедикт XVI издал декрет, в котором признал, что Антонио Примальдо и сподвижники были убиты «из-за ненависти к вере». 20 декабря 2012 года кардинал Анджело Амато обнародовал декрет о чуде исцеления от тяжёлой формы рака у монахини Франчески Левоте, которое совершилось по заступничеству Антонио Примальдо и его сподвижников. 11 февраля 2013 года в Ватикане состоялась консистория, во время которой папа Бенедикт XVI объявил о своём предстоящем отречении и канонизации отрантских мучеников.
12 мая 2013 года папа Франциск причислил к лику святых отрантских мучеников. Канонизация мучеников прошла на площади Святого Петра в присутствии президента Колумбии Хуана Мануэлья Сантоса Кальдерона. В церемонии канонизации приняли участие 68 священнослужителей, в том числе 6 кардиналов и 23 епископа.
День памяти в Католической церкви — 14 августа.